# 林起文

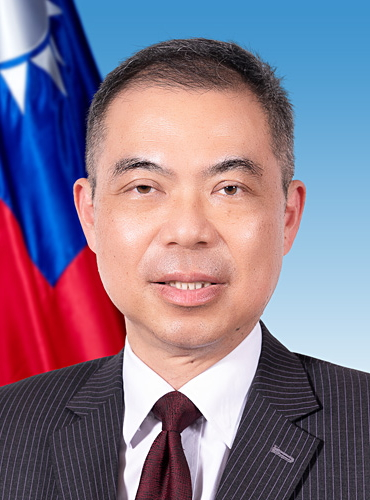
外交部刊登肖像照

林起文，中華民國外交官、政府官員，1998年進入外交部，妻子陳秋杏。

## 學歷
- 臺灣東海大學政治學系學士（1987年）[3]
- 美國威斯康星大学公共政策及行政學系碩士（1992年）[3]

## 經歷
- 外交部國會事務辦公室科員（1997年－2000年）
- 駐諾魯大使館三等秘書（2000年－2002年）
- 駐洛杉磯臺北經濟文化辦事處二等秘書（2002年－2006年）
- 外交部人事處二等秘書回部辦事（2006年－2007年）
- 外交部人事處科長（2007年－2008年）
- 外交部部長室秘書（2008年－2009年）
- 駐溫哥華臺北經濟文化辦事處業務／政務／領務組組長（2009年－2015年）[4][5][6]
- 北美事務協調委員會一等秘書回部辦事（2015年－2016年）
- 外交部外交及國際事務學院研究員（2016年－2017年）
- 外交部人事處專門委員（2017年－2018年）
- 臺灣美國事務委員會副秘書長（2018年－2019年）
- 駐墨爾本臺北經濟文化辦事處總領事銜處長（2019年－2023年）[註 1]
- 外交部資訊及電務處處長（2023年2月－）
- 外交部資料開放諮詢小組機關代表（2023年2月－）[10]

## 職業生涯
2019年11月，長年關注台灣發展的澳洲學者家博因病逝世，中華民國外交部表示不捨與哀悼，駐墨爾本辦事處長林起文代表政府前往家博家中致哀與慰問。
| 中華民國政府職務 | 中華民國政府職務                           | 中華民國政府職務 |
| ---------------- | ------------------------------------------ | ---------------- |
| 前任： 劉永健    | 中華民國外交部資訊及電務處處長 2023年2月－ | 繼任： '         |
| 前任： 陳瓊玉    | 中華民國駐墨爾本處長 2019年5月－2023年2月  | 繼任： 呂明澤    |